# Insigne de combat de l'artillerie côtière
Kriegsabzeichen für Marineartillerie
L'insigne de combat de l'artillerie côtière, (en allemand, Kriegsabzeichen für Marineartillerie), est une décoration militaire allemande du Troisième Reich. Elle fut créée le 24 juin 1941 pour récompenser les personnels des unités d'artillerie côtière et d'artillerie antiaérienne de la Kriegsmarine.

## Historique
L’insigne de combat de l’artillerie côtière est créé le 24 juin 1941 par l’amiral Erich Raeder et dessiné par le berlinois Otto Placzeck. Les critères formels d’éligibilité ne sont toutefois établis que le 28 janvier 1942 par l’Oberkommando der Marine.

## Description

### Insigne
L’insigne, conçu par Otto Placzek, est de forme ovale et représente au centre une pièce d’artillerie sous une casemate blindée avec la mer à l’arrière-plan. Le canon pointe vers la partie supérieure gauche de l’insigne et passe devant la couronne de feuilles de chêne qui entoure la scène. Au sommet de celle-ci se trouve l’aigle de la Kriegsmarine tenant la croix gammée dans ses serres. Une épingle permettant d’attacher l’insigne à l’uniforme se trouve au revers, avec une charnière au sommet du badge et un crochet permettant de la bloquer à son pieds. Certains insignes, notamment ceux de Schwerin, portent en plus de la marque du fabricant celle du concepteur sous la forme « FEC. OTTO PLACZEK BERLIN »
Les insignes des premières séries sont forgés par matriçage en tombac, puis les feuilles de chêne et l’aigle sont dorés au mercure tandis que le canon est assombri par un traitement chimique. Par la suite le tombac est remplacé par du zinc et la dorure un simple lavis doré. Certains des exemplaires les plus tardifs, notamment ceux provenant de chez Aurich, sont fabriqués par moulage, la qualité de celui-ci étant généralement assez faible.

### Emballage et accessoires
L’insigne est remis initialement dans une boîte rigide bleue dont la garniture intérieure est en satin et en velours, également de couleur bleue. Ultérieurement, alors que l’évolution du conflit impose des mesures d’économie, l’insigne est emballé dans une simple enveloppe en papier sur laquelle est imprimée le nom de la récompense.

## Attribution
L’insigne est destiné au premier chef aux artilleurs des batteries de Flak de la Kriegsmarine basée à terre. À partir du 15 septembre 1943, l’éligibilité est étendue aux autres personnels, notamment les assistants artilleurs, mais reste principalement destiné à la DCA, les critères n’étant pas prévus pour l’artillerie anti-navires. De sa création en juin 1941 à la fin du mois de janvier 1942 l’insigne est uniquement décerné à la discrétion de l’amiral Raeder. Celui-ci a cependant déjà fixé certaines dispositions générales amenées à persister, notamment l’absence de restriction de grade, la possibilité de le décerner aux blessés et tués au combat, ainsi que son attribution à l’échelon individuel ou à celui d’unités complètes.
Les critères officiels publiés par l’OKM le 28 janvier 1942 définissent deux situations de remise avec des exigences différentes : l’attribution à un individu ou à l’ensemble des servants d’une pièce. L’attribution individuelle est régie par quatre critères : de bons états de service, sans écarts de conduite, s’être distingué à son poste de manière continue, avoir réalisé un acte de bravoure n’ayant pas été récompensé par une autre décoration, avoir été blessé ou tué au combat.
L’attribution à l’ensemble des servants d’une pièce est réalisée selon un système de points : la destruction d’avions adverses permet au groupe de recevoir des points, l’insigne étant décerné que le total atteint huit points. Un barème est prévu pour couvrir les différentes situations. Ainsi, la destruction d’un avion par une pièce individuelle ou en collaboration vaut un point, un équipage de projecteur facilitant la destruction d’un avion reçoit un demi-point tandis qu’un opérateur radar reçoit deux points dans la même situation et que le commandant ayant réussi à faire abattre un avion par une bonne direction du tir reçoit également deux points.
Par exception aux règles, l’insigne a également été décerné le 27 octobre 1942 à l’ensemble des troupes de marine ayant combattu sur terre à la bataille de Westerplatte.

## Port
La position réglementaire de l’insigne est sur le côté gauche de la vareuse, en dessous des autres décorations, notamment la croix de fer.

### Liste des fabricants
| Fabricant            | Marque | Dates de fabrication                      | Caractéristiques distinctives                                                                                                |
| -------------------- | --- | ----------------------------------------- | --- |
| Hermann Aurich       | Lettre A au sommet arrondi et surmonté d’un H couché. L’ensemble est parfois entouré d’un cercle.                   | Deuxième quart 1943 à début 1945          | Fabrication par moulage, avec souvent des traces de bulles d’air                                                             |
| Bacqueville          | Aucune. | Deuxième quart 1941 au premier quart 1944 | Bordures des feuilles de chêne nettement rondes, marques en négatif du relief de la scène sur le revers, épingle horizontale |
| Funcke & Brüninghaus | Généralement seulement le numéro LDO « L/56 ».                                                                      | Dernier quart 1942 à la mi-1944           | Finition argentée du canon                                                                                                   |
| C.E. Junker          | Grande variété d’inscriptions comportant généralement « C.E. JUNCKER BERLIN ».                                      | Deuxième quart 1941 au premier quart 1943 | |
| Franz Jungwirth      | Aucune. |                                           | |
| Friedrich Linden     | Trois cercles disposés en trèfle, avec la lettre F inscrite dans le cercle du haut et L dans chacun de ceux du bas. | Début 1943 à début 1945                   | Les ailes de l’aigle descendent nettement sous la croix gammée                                                               |
| Schwerin & Sohn      | Grande variété d’inscriptions comportant généralement « SCHWERIN - BERLIN ».                                        | Deuxième quart 1941 au premier quart 1943 | |
| Hermann Wernstein    | Lettre W inscrite dans un cercle.                                                                                   |                                           | |